# Brahms (Merkurkrater)
Brahms ist ein Einschlagkrater auf dem Planeten Merkur. Er besitzt einen Durchmesser von 97 km, sein Alter liegt bei etwa 3,5 Milliarden Jahren. Er wurde nach dem deutschen Komponisten Johannes Brahms benannt.
Der Brahms-Krater liegt im Nordwesten, nördlich von Caloris Planitia. In der Mitte des Kraters befindet sich ein etwa 3 km hoher Zentralberg. Nach dem Einschlag des Meteoriten rutschten die Wände des Kraters nach innen. Der unregelmäßig geformte Kraterrand, der von Schutthügeln umgeben ist, und die Konzentrizität der Terrassen gehen auf diesen Vorgang zurück. Diese Formationen sind typisch für einen Krater zwischen 10 und 130 km. 